# いちまる (スーパーマーケット)
いちまるは
1. 2018年12月まで存在した、北海道帯広市に本社を置いていた企業
2. 2015年9月までは上記企業により運営され、その後マックスバリュ北海道→イオン北海道により2021年8月まで運営された、帯広市を中心に営業していたスーパーマーケット

本稿では双方について扱うほか、1で示す企業の後身が承継した事業についても説明する。

## 歴史・概要
1955年（昭和30年）に帯広市西5条南25丁目に「加藤商店」（かとうしょうてん）を開いたのが始まりである。
1969年（昭和44年）にセルフサービス式に改装して「一丸センター」として新装開業し、スーパーマーケット業態へ転換した。
この業態転換の際に、創業家の加藤家の家紋から「一○」のマークや店名を付けたとされている。
スーパーマーケット事業へ参入した直後は資金繰りに苦しんだが、帯広商工会議所会頭も務めた宮本商産の宮本義雄の個人保証を受け、営業努力を重ねながら苦境を脱した。
その後は帯広市内へ積極的に店舗を展開し、「福原」（フクハラ）や「ダイイチ」、「オーケー」（フジトモ、地元資本の百貨店「藤丸」の子会社）と並ぶ帯広の地場資本のスーパーマーケットに成長した。
この4社の間では出店する地区を事実上すみ分けて商圏が重なることに伴う過当競争を避け、共存共栄する暗黙の合意があったと言われており、結果的に1999年（平成11年）の北海道内のスーパーマーケット上位20社に「フクハラ」と「ダイイチ」に加えて当社という帯広地区3社が入ることになった。
帯広地区のスーパーマーケットでは最初にデビットカードを導入した他、深夜営業も先行して始めるなど新たな営業スタイルにも積極的に取り組んでいった。

### 他社との提携の変遷
「ラルズ」が当社の本拠地である帯広地区に進出する話が具体化し始めたことから競合を回避したいとして、2000年（平成12年）1月27日に「ラルズ」と資本・業務提携することで合意したことを発表し、同年5月末を目途に第三者割当増資によりラルズがいちまるの発行済み株式の20%を取得することになった。
この提携に基づき、共同で「ラルズ」が展開している「ビッグハウス」を出店することを目指すとしていた。
この資本・業務提携はラルズ側が20%の株式を取得して当社を持ち分法の適用対象とする形であった為、ラルズが将来的には同社を吸収合併するとの見方がなされていた。
その為、この提携は「ラルズ」の帯広地区への事実上の進出と受け止めた帯広地区の競合他社に大きな衝撃を与えることになった。
ところが2002年（平成14年）5月13日に今度は帯広地区の地場資本のスーパーマーケットでは最大手である「フクハラ」が「ラルズ」と経営統合に関する覚書を締結し、持株会社を設立して共にその傘下に入る形で経営統合することを発表した。
この経営統合が発表された際に「ラルズ」の横山社長は当社にも参加して貰える形になる様にしたいと会見の場でも合流を呼び掛け、同社も持株会社への参加について検討中としていた。
しかし「ラルズ」側が経営統合の具体的な条件提示を行わなかった上、同地区でより規模の大きな「フクハラ」が先に統合を決めた所に参画することになることで事実上同社の傘下に入る形になることへの抵抗があり、経営統合で誕生する「アークス」への参画を見送ることになった。
「アークス」が設立された2002年（平成14年）11月に当社の加藤社長は地場資本のスーパーマーケットとしての運営継続を目指すことを表明し、翌月の12月11日には取引先などに2003年（平成15年）2月末で「ラルズ」との共同仕入れから離脱することを伝え、事実上提携を解消することになった。
こうして先行して資本・業務提携をしたにもかかわらず、当社は「ラルズ」との関係を事実上「フクハラ」に奪われる複雑な業界再編となった。
2005年（平成17年）10月13日には「全日本食品」との業務提携をすることを発表し、翌11月より同社からの商品を仕入れて販売することになった。
その後、2011年（平成23年）11月17日には同じ帯広市を本拠地とする「ダイイチ」と資本・業務提携に関する基本協定を締結し、翌2012年（平成24年）2月に「ダイイチ」が当社の第三者割当増資を引き受けて発行済み株式の14.8%を取得して同年4月からは一部商品の共同配送などの業務提携を開始した。
この提携による地場資本のスーパー連合で共同仕入れなどを進め、「アークス」などの大手への対抗を目指した。

### マックスバリュ北海道との提携
しかしこの資本・業務提携はほとんど効果を上がらなかった上、「ダイイチ」が2013年（平成25年）7月23日にイトーヨーカ堂から30%の出資を受けて資本・業務提携することを発表し、「ダイイチ」との提携は戦略などの面での食い違いが生じて暗礁に乗り上げることになった。
当社も同年10月2日に「マックスバリュ北海道」と資本・業務提携を発表するなど各々が別の大手と資本・業務提携した為、同社が当社の第三者割当増資を引き受けて同年末までに発行済み株式の40%超を取得して筆頭株主となることになった。
その為、「ダイイチ」は当社の増資前の発行済み株式の14.8%を保有していたものの、11月末に正式に同社との資本・業務提携は解消されることになった。
この「マックスバリュ北海道」との資本・業務提携は、同社が属するイオングループとの提携でもあり、同グループのプライベートブランドである「トップバリュ」や電子マネーの「WAON」も導入されることになった。またマックスバリュ北海道がすでに導入していた低価格業態「ザ・ビッグ」を導入することも検討された。
ただしこの提携は「イオングループ」のノウハウを同グループへ一方的に導入するものでは無く、当社の十勝地区での仕入れノウハウを逆に「イオングループ」が取り込む側面も持つ為、2014年（平成26年）1月1日付で同社の十勝地区での仕入れや商品開発力を活用したプライベートブランド「味想百盛」などを担当する新会社を設立している。
同月よりイオンのプライベートブランド「トップバリュ」の導入や「マックスバリュ北海道」との共同セールなどを始め、同年3月から電子マネーの「WAON」を導入するなど本格的な業務提携も急速に進むことになった。

### スーパーマーケット事業をマックスバリュ北海道へ譲渡
2015年（平成27年）5月25日に「マックスバリュ北海道」がいちまるのスーパーマーケット事業を同年10月1日付で同社へ承継することとなり、「マックスバリュ北海道」との間で基本合意書を締結したことを発表。その後、同年8月21日に当社が7月10日に分割承継を目的とした完全子会社として設立した「いちまる分割準備会社」の全株式を「マックスバリュ北海道」が取得する株式譲受契約及び「マックスバリュ北海道」と「いちまる分割準備会社」の合併契約を「マックスバリュ北海道」との間で締結したことを発表した。
同年9月30日に「マックスバリュ北海道」が保有していた当社株式が「いちまる生鮮センター」へ売却され、翌10月1日に「いちまる生鮮センター」の従業員及び資産・負債の一部を吸収分割により当社が継承し、当社のスーパーマーケット事業に関する資産・負債及び権利義務の一部を吸収分割により「いちまる分割準備会社」へ継承。継承した「いちまる分割準備会社」の全株式を「マックスバリュ北海道」が取得して完全子会社した後、「いちまる分割準備会社」は「マックスバリュ北海道」へ吸収合併することで当社が運営していたスーパーマーケット14店舗が「マックスバリュ北海道」へ引き継がれた。併せて、8店舗の店舗不動産等を売買により「マックスバリュ北海道」が取得した。
この一連の事業継承により、当社は法人として残るもののマックスバリュ北海道の関連会社では無くなり、再び独立系の地場企業となった。現在は上記の経緯によって売却した食品スーパー事業以外の各種事業を運営する関連会社を束ねる事実上の持株会社として機能している。後述するように関連会社では飲食店および100円ショップなど各種専門店の運営や地元物産品の催事販売なども行っており、小売業との縁が全く切れた訳では無い。
その後、2019年1月に株式会社いちまるは後述するように同じグループ企業の株式会社ルーキーファームに吸収合併され、「株式会社いちまる生鮮センター」が「株式会社いちまるホールディングカンパニー」に改称している。

### 店舗としての「いちまる」の消滅
いちまるのスーパーマーケット事業を継承したマックスバリュ北海道は後述するように継承した14店舗のうち6店舗を「マックスバリュ」に転換、7店舗を閉店していた。そのため、2020年（令和2年）3月1日にマックスバリュ北海道がイオン北海道へ吸収合併された時点では「いちまる」の店舗は1店舗のみとなっていた。
その後、唯一残っていた「いちまる」店舗である「プラザ。いちまる清水店」が2021年（令和3年）8月31日をもって閉店、店舗名としての「いちまる」は消滅した。

## 年表
- 1955年（昭和30年） - 帯広市西5条南25丁目に「加藤商店」を開業[4]。
- 1969年（昭和44年） - セルフサービス式に改装して「一丸センター」（いちまるセンター）として新装開業し、スーパーマーケット業態転換[4]。
- 2000年（平成12年）
  - 1月27日 - 「ラルズ」と資本・業務提携することで合意したことを発表[7]。
  - 5月末 - 第三者割当増資によりラルズがいちまるの発行済み株式の20%を取得[7]。
- 2002年（平成14年）
  - 5月13日 - 帯広地区スーパー最大手である「フクハラ」と「ラルズ」が持株会社を設立して経営統合に関する覚書を締結[8]。
  - 11月 - 「アークス」が設立されるが不参加を表明[11]。
  - 12月11日 - 取引先などに「ラルズ」との共同仕入れから離脱することを表明[11]。
- 2003年（平成15年）2月末 - 「ラルズ」との共同仕入れから離脱し、事実上提携を解消[11]。
- 2005年（平成17年）
  - 10月13日 - 「全日本食品」との業務提携を発表[13]。
  - 11月 - 「全日本食品」からの商品を仕入れを開始[13]。
- 2011年（平成23年）11月17日 - 「ダイイチ」（帯広市）と資本・業務提携に関する基本協定を締結[14]。
- 2012年（平成24年）
  - 2月 - 「ダイイチ」が当社の第三者割当増資を引き受けて発行済み株式の14.8%を取得[1]。
  - 4月 - 一部商品の共同配送などの業務提携を開始[1]。
- 2013年（平成25年）
  - 7月23日 - 「ダイイチ」がイトーヨーカ堂から30%の出資を受けて資本・業務提携すると発表[17]。
  - 10月2日 - 「マックスバリュ北海道」から40%超の出資を受けて資本・業務提携すると発表[1][19][20]。
  - 11月末 - 「ダイイチ」との資本・業務提携を解消[21]。
- 2014年（平成26年）
  - 1月1日 - 当社の十勝地区での仕入れや商品開発力を活用するプライベートブランド開発会社を設立[23]。
  - 1月 - イオンのプライベートブランド「トップバリュ」を導入し、「マックスバリュ北海道」との共同セールなどを開始[24]。
- 2015年（平成27年）
  - 3月2日 - 電子マネーの「WAON」を導入[24]。
  - 5月25日 - スーパーマーケット事業を同年10月1日付で「マックスバリュ北海道」へ継承することで当社と基本合意したことを発表[25]。
  - 7月10日 - 分割継承を目的とした当社の完全子会社として「いちまる分割準備会社」を設立[26]。
  - 8月21日 - 「いちまる分割準備会社」の「マックスバリュ北海道」への株式譲受契約並びに、「マックスバリュ北海道」と「いちまる分割準備会社」の合併契約を締結したことを発表[26]。
  - 9月30日 - 事業継承に先立って、「マックスバリュ北海道」が保有していた当社株式が「いちまる生鮮センター」へ譲渡され[2]、この時点で当社は「マックスバリュ北海道」の持分法適用関連会社ではなくなる。
  - 10月1日
    - 「いちまる生鮮センター」の従業員及び資産・負債の一部を吸収分割により当社へ継承。
    - 当社のスーパーマーケット事業に関する資産、負債及び権利義務の一部を吸収分割により「いちまる分割準備会社」へ継承。
    - 当社が保有する「いちまる分割準備会社」の全ての発行済み株式を「マックスバリュ北海道」が取得して完全子会社化した後、「いちまる分割準備会社」を吸収合併。これにより、いちまるは「マックスバリュ北海道」の店舗ブランドとなった。
    - 当社の関連会社3社が保有していた8店舗の店舗不動産等を売買により「マックスバリュ北海道」が取得した[28]。
- 2019年（平成31年）
  - 1月1日 - 同グループの企業の株式会社ルーキーファームが、株式会社いちまる及び株式会社いちまるカンパニーを吸収合併[3]。
  - 1月4日 - 「株式会社いちまる生鮮センター」が「株式会社いちまるホールディングカンパニー」に改称[29]。
- 2020年（令和2年）3月1日 - 「マックスバリュ北海道」が「イオン北海道」に吸収合併されたことにより、この時点で「いちまる」の店舗名であった1店舗を「イオン北海道」が承継[30]。
- 2021年（令和3年）8月31日 - 「プラザ。いちまる清水店」が閉店し、店舗名としての「いちまる」が消滅。

## 企業としての「いちまる」
企業としての「いちまる」は2019年に解散したものの、企業グループは存続しており、グループ企業が以下の事業を行っている。
- 株式会社 味想百盛
  - 十勝地方を中心に北海道産の材料を利用した食品を企画・販売。前述の通り、マックスバリュ北海道との提携当時に設立された。
- 株式会社 ルーキーファーム
  - 飲食店や100円ショップなどを営業。
  - 2023年6月2日には十勝地方初出店となるバーガーキングのフランチャイズ運営を開始した[33]。
- 株式会社 いちまるエステートサービス
  - グループ企業の不動産管理などを行う。
  - かつては自動車の販売・修理事業も行っていたものの、2022年（令和4年）8月31日をもって営業を終了した[34]。

## 店舗としての「いちまる」

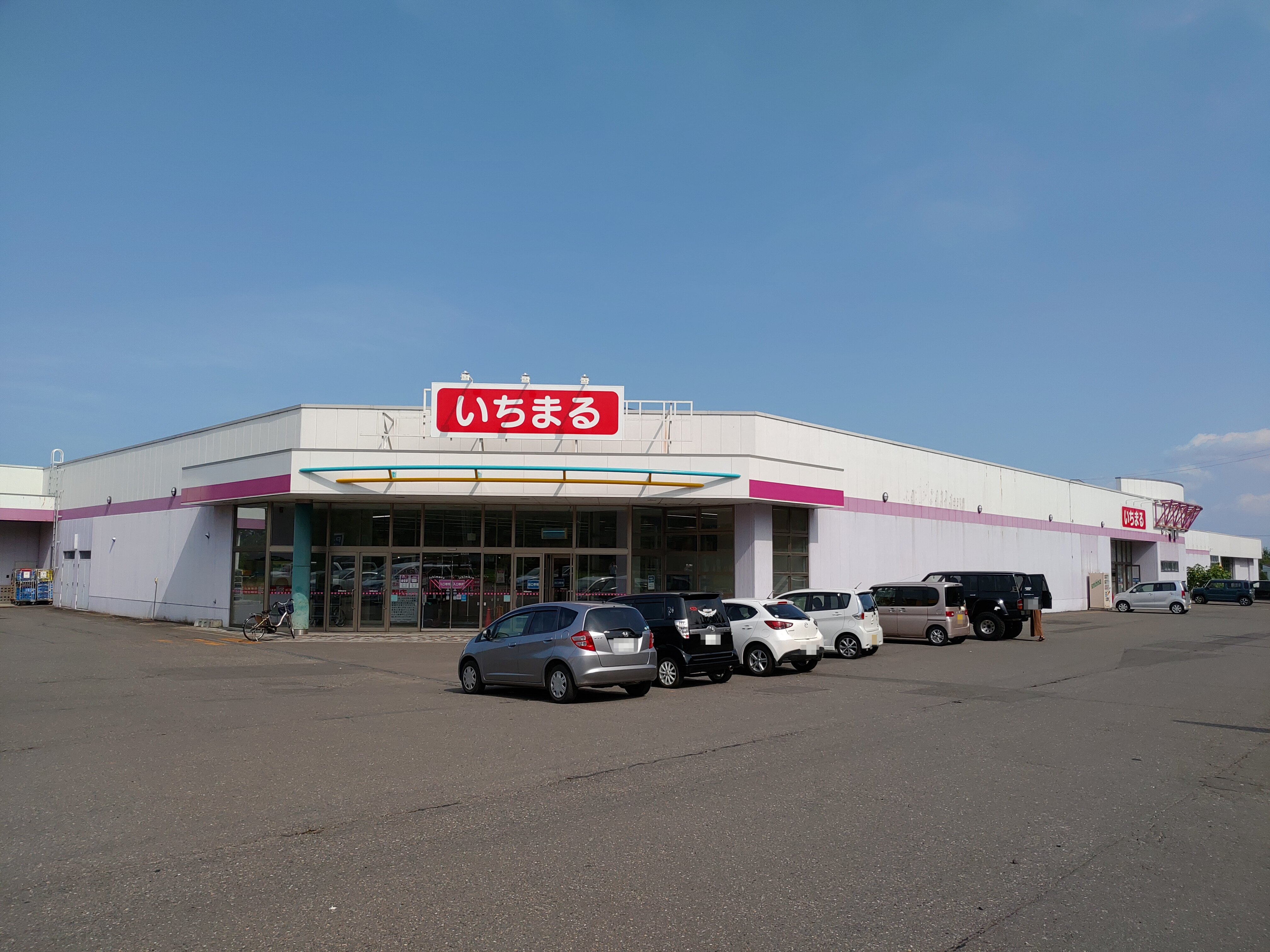
プラザ。いちまる清水店（2021年8月）

マックスバリュ北海道への継承時（2015年10月1日）の店舗は次の通り。その後の閉店や店舗ブランド・店舗名変更についても付記する。2020年3月1日にマックスバリュ北海道がイオン北海道に吸収合併されたため、その時点で営業を継続していた店舗は、イオン北海道による営業に移行している。
他ブランドに転換されたもの
転換順に示す。
- プラザ。いちまる（帯広市） - 2016年3月18日の増床リニューアルに伴って「マックスバリュ 稲田店」へ店舗ブランド・店舗名を変更。
- 中札内パルティーいちまる（河西郡中札内村） - 2016年5月14日の改装リニューアルに伴って「マックスバリュ 中札内店」へ店舗ブランドを変更。
- イーストモールいちまる（帯広市） - 1999年11月開店。2016年7月29日の改装リニューアルに伴って「マックスバリュ イーストモール店」へ店舗ブランドを変更。その後、2024年7月19日にディスカウント業態の「ザ・ビッグ イーストモール店」へ業態転換。
- プラザ。いちまる 池田店（中川郡池田町） - 1997年11月開店。2017年5月20日の改装リニューアルに伴って「マックスバリュ 池田店」へ店舗ブランドを変更。
- リバティーいちまる（帯広市） - 1995年12月開店。2017年9月15日の改装リニューアルに伴って「マックスバリュ 春駒通店」へ店舗ブランド・店舗名を変更。その後、2024年8月30日にディスカウント業態の「ザ・ビッグ エクスプレス 春駒通店」へ業態転換。
- セイリョーいちまる（帯広市） - 2004年6月開店。2018年3月17日の改装リニューアルに伴って「マックスバリュ 西陵店」へ店舗ブランド・店舗名を変更。その後、2024年9月27日にディスカウント業態の「ザ・ビッグ エクスプレス 西陵店」へ業態転換。

閉店したもの
閉店順に示す。
- わかばいちまる（帯広市） - 1984年開店。2016年12月31日閉店。建物は解体された。跡地には「セブン-イレブン帯広若葉店」が2018年3月30日に開店。
- アイモールいちまる（帯広市） - 2005年開店。2017年4月30日閉店。跡地には「サンドラッグ白樺通18条店」が2017年7月1日に近隣地から移転開業。
- パークいちまる（帯広市） - 1972年開店。2017年9月30日閉店。
- キャロットいちまる（帯広市） - 1986年開店。2017年10月31日閉店。建物は解体された。跡地には「セブン-イレブン帯広新緑通店」が2018年5月31日に開店。
- いちまる西帯店（帯広市） - 1984年開店。2017年10月31日閉店。建物は解体された。跡地には「セブン-イレブン西帯広店」が2018年4月20日に開店。
- いちまるフードプライス店（帯広市） - 1998年開店。2019年5月31日閉店。跡地には「スーパーセンタートライアル帯広東店」が2020年5月27日に開店。
- ルーキーいちまる（河東郡音更町） - 1979年開店。2019年7月31日閉店。建物は解体された。なお、のちの2022年11月18日に近接地に「マックスバリュ音更店」が開店した。
- プラザ。いちまる 清水店（上川郡清水町） - 2002年12月開店。2021年8月31日閉店。